# Acquanegra Cremonese
Acquanegra Cremonese ist eine Gemeinde mit 1144 Einwohnern (Stand 31. Dezember 2023) in der Provinz Cremona in der italienischen Region Lombardei.

## Ortsteile
Im Gemeindegebiet liegen neben dem Hauptort die Fraktion Fengo, sowie die Wohnplätze Casa Tocchi und Cascina Fienile Pesce.